# 蒂莫·萨里科斯基
蒂莫·萨里科斯基（芬蘭語：Timo Saarikoski，1969年7月17日—），芬兰男子冰球运动员，场上位置是前锋。他曾代表芬兰国家队参加1992年冬季奥林匹克运动会冰球比赛，获得第七名。